# Первомайське (Цівільський район)
Первома́йське (рос. Первомайское, чув. Первомайски) — присілок у складі Цівільського району Чувашії, Росія. Входить до складу Друговурманкасинського сільського поселення.
Населення — 163 особи (2010; 172 у 2002).
Національний склад:
- чуваші — 99 %